# Guy de Blanchefort
Guy de Blanchefort (Moutier-Malcard, 1446 - Middellandse Zee, 1513) was vanaf 1512 tot aan zijn dood de 42ste grootmeester van de Orde van Sint-Jan van Jeruzalem. Hij volgde in 1512 Emery d'Amboise op.

## Biografie
De Blanchefort was de tweede zoon van Guy III de Blanchefort en Souveraine d'Aubusson, een jongere zus van grootmeester Pierre d'Aubusson. Het was ook zijn oom die hem zover kreeg om in de Orde toe te treden. De Blanchefort was Komtur van Morte Rolles en later van Cyprus. Toen zijn oom in 1476 grootmeester werd, volgde De Blanchefort hem op als grootprior van de Langue van Auvergne.
In september 1482 werd De Blanchefort toevertrouwd met de taak om de Ottomaanse prins Cem te bewaken. Cem was ongelukkig geweest in de opvolgingsstrijd met Bayezid II en hij was eerst gevlucht naar Rhodos. Hij werd vervolgens naar Nice gebracht en werd uiteindelijk opgesloten in Bourganeuf.
Met de Orde was hij in 1499 betrokken bij een zeeslag tussen de Ottomanen enerzijds, en de Venetianen en de Orde aan de andere zijde. Ze wisten de Ottomanen uiteindelijk terug te drijven.
In 1512 overleed grootmeester Emery d'Amboise en Guy de Blanchefort werd verkozen tot de nieuwe grootmeester. Zodra Guy dit nieuws vernam zeilde hij vanuit Nice naar Rhodos toe. Hij zou echter nooit de eindbestemming halen, hij stierf tijdens de reis. De Italiaan Fabrizio del Carretto volgde hem op.